# Parpariá
Parpariá (Parparia) är en ort i Grekland.   Den ligger i prefekturen Chios och regionen Nordegeiska öarna, i den östra delen av landet, 200 km öster om huvudstaden Aten. Parpariá ligger 325 meter över havet och antalet invånare är 135. Den ligger på ön Chios.
Terrängen runt Parpariá är kuperad åt nordost, men åt sydväst är den platt. Havet är nära Parpariá åt sydväst.  Närmaste större samhälle är Kardámyla, 18,0 km öster om Parpariá. 